# Slip of the Tongue
Cet article possède un paronyme, voir Lapsus linguae.
Albums de Whitesnake
Whitesnake
(1987) Restless Heart
(1997)
Singles
1. Fool for Your Loving '89
Sortie : 1989
2. The Deeper the Love
Sortie : mars 1990
3. Now You're Gone
Sortie : 1990

Slip of the Tongue est le neuvième album studio du groupe rock britannique Whitesnake. Il est sorti le 18 novembre 1989 sur le label EMI en Europe et sur Geffen Records en Amérique du Nord. En France il est sorti sur les Disques Carrère.

## Historique
Le guitariste Vivian Campbell quitte le groupe après la tournée de l'album précèdent dû à des divergences musicales. Bien que Campbell ait quitté le groupe, Whitesnake travaille sur un nouvel album. Le chanteur David Coverdale et le guitariste Adrian Vandenberg commencent l'écriture de nouvelles chansons à Lake Tahoe. Certains titres avaient déjà été écrits durant la tournée y compris la chanson titre de l'album.
Avant le processus d'enregistrement, Adrian Vandenberg subit une grave blessure au poignet, il doit renoncer à l'enregistrement de l'albumn. Coverdale l'attend un certain temps mais il n'a pas d'autre choix que de trouver un nouveau guitariste pour terminer l'album. Il trouve finalement l'ancien guitariste de Frank Zappa et de David Lee Roth, Steve Vai. Coverdale n'est pas habitué avec le travail de Zappa, David Lee Roth ou Steve Vai, mais il est impressionné par le jeu de Vai dans le film Crossroads.
L'album atteint la 10e position au Billboard 200 le 16 décembre 1989 et reste classé pendant 34 semaines dans les charts. L'album se classe également à la 10e position au Royaume-Uni. Trois singles en sont publiés : Fool for Your Loving, Now You're Gone et The Deeper the Love. Tous les singles sont classés au Billboard Hot 100 et au Mainstream Rock Tracks chart. Le titre Fool for Your Loving apparaît originellement en titre d'ouverture de l'album Ready an' Willing, il a été réenregistré pour Slip of the Tongue et sortira comme premier single pour promouvoir ce dernier.

## Liste des titres

### Vinyle / CD
Tous les titres sont écrits et composés par David Coverdale et Adrian Vandenberg, sauf indication.
| 1. | Slip of the Tongue                               | 5:20 |
| 2. | Cheap An' Nasty                                  | 3:28 |
| 3. | Fool for Your Loving (Coverdale, Moody, Marsden) | 4:10 |
| 4. | Now You're Gone                                  | 4:11 |
| 5. | Kittens Got Claws                                | 5:00 |

| 6.  | Wings of the Storm  | 5:00 |
| 7.  | The Deeper the Love | 4:22 |
| 8.  | Judgment Day        | 5:15 |
| 9.  | Slow Poke Music     | 3:59 |
| 10. | Sailing Ships       | 6:02 |

### 20th Anniversary Edition Bonus Tracks
| No  | Titre                                  | Durée |
| --- | -------------------------------------- | ----- |
| 11. | Sweet Lady Luck (Single B-side)        | 4:37  |
| 12. | Now You're Gone (U.S. Single Remix)    | 4:07  |
| 13. | Fool For Your Loving (Vai Voltage Mix) | 4:17  |

| No  | Titre                                              | Durée |
| --- | -------------------------------------------------- | ----- |
| 14. | Judgement Day (live... In the Shadow of the Blues) | 5:38  |
| 15. | Slip of the Tongue (live at Donnington 1990)       | 5:41  |
| 16. | Kittens Got Claws (live at Donnington 1990)        | 4:58  |

### 20th Anniversary Edition DVD
| No | Titre                                         | Durée |
| -- | --------------------------------------------- | ----- |
| 1. | Fool for Your Loving (vidéo promo)            | 4:27  |
| 2. | Now You're Gone (vidéo promo)                 | 4:09  |
| 3. | The Deeper the Love (vidéo promo)             | 4:17  |
| 4. | The Deeper the Love (live: Starkers in Tokyo) | 4:02  |

| No | Titre                                              | Durée |
| -- | -------------------------------------------------- | ----- |
| 5. | Sailing Ships (live: Starkers in Tokyo)            | 4:06  |
| 6. | Judgement Day (live... In the Shadow of the Blues) | 5:22  |
| 7. | Slip of the Tongue (live at Donnington 1990)       | 5:54  |
| 8. | Kittens Got Claws (live at Donnington 1990)        | 5:01  |

## Musiciens
Whitesnake
- David Coverdale - chants
- Adrian Vandenberg - guitares
- Steve Vai - guitares
- Rudy Sarzo - basse
- Tommy Aldridge - batterie

Musiciens additionnels
- Glenn Hughes - chœurs
- Tommy Funderburk - chœurs
- Richard Page - chœurs sur Now You're Gone
- Don Airey - claviers
- David Rosenthal - claviers
- Claude Gaudette - claviers

## Note(s)
- Tawny Kitaen (la femme de David Coverdale) apparait sur le vidéo clip The Deeper the Love.
- En raison d'une blessure, Adrian Vandenberg n'est pas en mesure de participer à l'enregistrement de l'album. Steve Vai joue toutes les parties de guitares de l'album. Toutefois, Adrian Vandenberg, est crédité en tant que membre et est inclus sur les photos de la pochette[5]
- Un titre bonus inédit est présent sur une face B de single : Sweet Lady Luck.

## Charts & certifications

### Album
Charts
| Pays             | Chart                      | Durée du classement | Meilleure position | Date             | Réf    |
| ---------------- | -------------------------- | ------------------- | ------------------ | ---------------- | ------ |
| Allemagne        | Offizielle Deutsche Charts | 18 semaines         | 19e                | 11 décembre 1989 | [ 6 ]  |
| Australie        | ARIA Charts                | 8 semaines          | 39e                | 18 février 1990  | [ 7 ]  |
| Autriche         | Ö3 Austria Top 40          | 1 semaine           | 19e                | 28 janvier 1990  | [ 8 ]  |
| Canada           | RPM (magazine)             | 27 semaines         | 18e                | 2 décembre 1989  | [ 9 ]  |
| États-Unis       | Billboard 200              | 34 semaines         | 10e                | 16 décembre 1989 | [ 3 ]  |
| Norvège          | VG-lista                   | 5 semaines          | 9e                 | 4 décembre 1989  | [ 10 ] |
| Nouvelle-Zélande | RIANZ                      | 1 semaine           | 35e                | 17 décembre 1989 | [ 11 ] |
| Pays-Bas         | MegaCharts                 | 16 semaines         | 43e                | 17 février 1990  | [ 12 ] |
| Royaume-Uni      | UK Albums Chart            | 10 semaines         | 10e                | 19 novembre 1989 | [ 4 ]  |
| Suède            | Sverigetopplistan          | 6 semaines          | 11e                | 29 novembre 1989 | [ 13 ] |
| Suisse           | Schweizer Hitparade        | 9 semaines          | 11e                | 3 décembre 1989  | [ 14 ] |

| Pays         | Chart                   | Durée du classement | Meilleure position | Date            | Réf    |
| ------------ | ----------------------- | ------------------- | ------------------ | --------------- | ------ |
| Belgique (W) | Ultratop                | 1 semaine           | 91e                | 12 octobre 2019 | [ 15 ] |
| Écosse       | Scottish Album Chart    | 1 semaine           | 43e                | 11 octobre 2019 | [ 16 ] |
| Espagne      | Promusicae              | 2 semaines          | 50e                | 13 octobre 2019 | [ 17 ] |
| Royaume-Uni  | UK Rock and Metal Chart | 2 semaines          | 7e                 | 11 octobre 2019 | [ 18 ] |

Certifications
| Pays        | Certification | Ventes      | Date             |
| ----------- | ------------- | ----------- | ---------------- |
| États-Unis  | Platine       | 1 000 000 + | 17 janvier 1990  |
| Royaume-Uni | Or            | 100 000 +   | 17 novembre 1989 |

### Singles
| Single                   | Chart                    | Durée du classement | Position | Date             |
| ------------------------ | ------------------------ | ------------------- | -------- | ---------------- |
| Fool for Your Loving '89 | (UK Singles Chart)       | 2 semaines          | 43e      | 26 novembre 1989 |
| Fool for Your Loving '89 | (RPM Top Singles)        | 11 semaines         | 37e      | 13 janvier 1990  |
| Fool for Your Loving '89 | (Hot 100)                | 14 semaines         | 37e      | 23 décembre 89   |
| Fool for Your Loving '89 | (Mainstream Rock Tracks) | 13 semaines         | 2e       | 25 novembre 1989 |
| Fool for Your Loving '89 | (RMNZ Singles Top40)     | 2 semaines          | 22e      | 17 décembre 1989 |
| Fool for Your Loving '89 | (Single Top 100)         | 8 semaines          | 19e      | 17 février 1990  |
| Judgement Day            | (Mainstream Rock Tracks) | 9 semaines          | 32e      | 16 décembre 1989 |
| The Deeper The Love      | (UK Singles Chart)       | 3 semaines          | 35e      | 4 mars 1990      |
| The Deeper The Love      | (RPM Top Singles)        | 12 semaines         | 36e      | 10 mars 1990     |
| The Deeper The Love      | (Hot 100)                | 14 semaines         | 28e      | 10 mars 1990     |
| The Deeper The Love      | (Mainstream Rock Tracks) | 12 semaines         | 4e       | 3 février 1990   |
| The Deeper The Love      | (IRMA)                   | 1 semaine           | 30e      | 15 mars 1990     |
| Now You're Gone          | (UK Singles Chart)       | 4 semaines          | 31e      | 26 août 1990     |
| Now You're Gone          | (Hot 100)                | 2 semaines          | 96e      | 2 juin 1990      |
| Now You're Gone          | (Mainstream Rock Tracks) | 8 semaines          | 15e      | 9 juin 1990      |